# Sopa de alce
Sopa de alce ou hirvikeitto, em finlandês, é uma sopa típica da culinária da Finlândia.
Tal como o nome sugere, é confecionada com carne de alce.
Tem como base um caldo, preparado com carne de alce ou com ossos de alce com carne agarrada, temperado com sal e pimenta. Após a preparação do caldo, a carne é cortada em pequenos pedaços. Depois, é novamente adicionada ao caldo, ao qual também se adicionam vegetais tais como batata, nabo, aipo, cebola e cenoura, cortados em pedaços. No fim, pode ser adicionada salsa fresca. Podem também ser adicionados grãos de cevada, para engrossar, e folhas de louro.